# La Rochelle (Haute-Saône)
La Rochelle is een gemeente in het Franse departement Haute-Saône (regio Bourgogne-Franche-Comté) en telt 36 inwoners (2018). De plaats maakt deel uit van het arrondissement Vesoul.

## Geografie
De oppervlakte van La Rochelle bedraagt 4,4 km², de bevolkingsdichtheid is dus 7,7 inwoners per km².
De onderstaande kaart toont de ligging van La Rochelle (Haute-Saône) met de belangrijkste infrastructuur en aangrenzende gemeenten.

## Demografie
Onderstaande figuur toont het verloop van het inwonertal (bron: INSEE-tellingen).